# Euacidalia orbelia
Euacidalia orbelia är en fjärilsart som beskrevs av Druce 1893. Euacidalia orbelia ingår i släktet Euacidalia och familjen mätare. Inga underarter finns listade i Catalogue of Life.